# Norsk biografisk leksikon

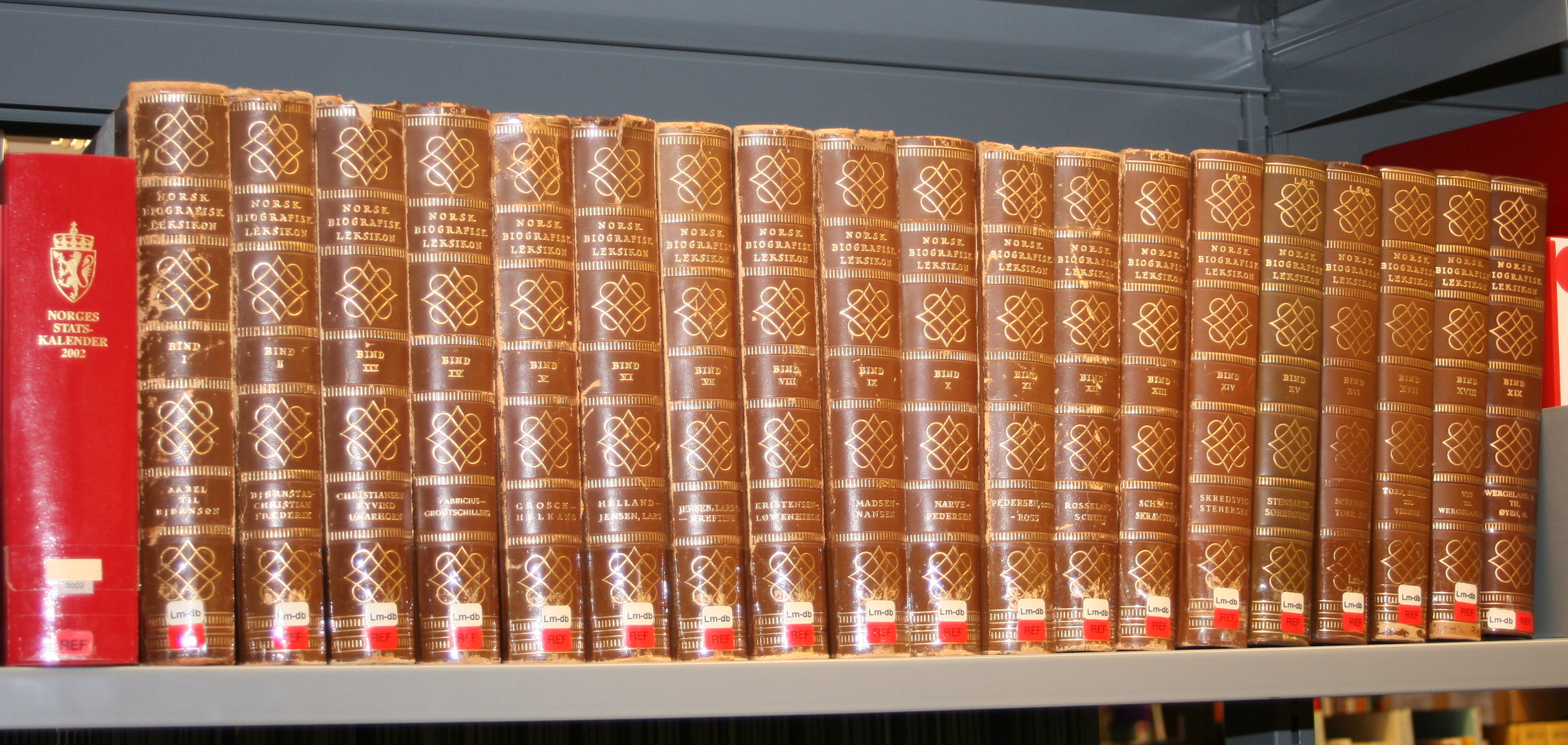
19 tomów pierwszego wydania

Norsk biografisk leksikon (NBL) – wielotomowe kompendium biograficzne w języku norweskim w standardzie bokmål.

## Historia
Pierwsza edycja Norsk biografisk leksikon (NBL1) została wydana w latach 1921–1983 przez Aschehoug, obejmowała 19 tomów i ponad 5000 biogramów. Wszystkie artykuły zostały zdigitalizowane i od są dostępne on-line. 
Druga edycja – NBL2, obejmująca 10 tomów i ponad 5700 biogramów, została wydana w latach 1999–2005 przez Kunnskapsforlaget. Projekt otrzymał dotacje z ministerstwa kultury oraz wsparcie z Fundacji Fritt Ord.
W 2010 roku Kunnskapsforlaget przeniósł prawa do NBL na stowarzyszenie wydające encyklopedię norweską Store Norske leksikon – Foreningen SNL.